# Тито Фуэнтес
Тито Фуэнтес (исп. Ismael Fuentes de Garay, также известный как Tito Fuentes, 16 сентября 1974) — вокалист и гитарист мексиканской группы Molotov.

## Биография и творчество
Сын барселонского беженца в послевоенный период.
Перед тем, как сформировать группу Molotov, играл в рок-группе La Candelaria, вместе с Micky Huidobro.
В Molotov играет на гитаре и поёт. Часто выступает в роли DJ, играет на бас-гитаре. Обладает «роковым» голосом (песни Matate Tete, Karmara и др.)
Автор таких композиций, как Voto Latino, Cerdo, Puto, El Mundo, Here We Kum, Noko, Yofo, и др.
Один из представителей Molotov в программе Brozo, где вместе с Paco Ayala, потребовали денежной компенсации за невыпущенное в эфир по причине «вульгарного содержания» видео <Queremos Ver Golazos>.
В 2007 выпустил сольный EP, названный Sin TITOLO. Sin TITOLO включает 4 песни: Yofo, DDT, Yase y Por? в жанре поп-музыки. Сингл Yofo стал первым для нового альбома Molotov Eternamiente.